# Droit des examens scolaires et universitaires
Le droit des examens scolaires et universitaires est une branche du droit administratif organisant la délivrance des diplômes nationaux et diplômes d'État de l'enseignement.
Le contentieux des examens peuvent également ressortir du droit privé s'agissant des écoles privées.
Les formations se répartissent en trois catégories :
- formations conduisant à des diplômes nationaux.
- formations conduisant à des diplômes non nationaux.
- formations non diplômantes.

La délivrance des diplômes nationaux est une activité d'intérêt général qui nécessite l'utilisation de prérogatives de puissance publique.
Ces prérogatives de puissance publique trouvent leur source dans :
- le monopole de la délivrance des diplômes nationaux et des diplômes d'État par les autorités administratives d'État.
- la composition et le fonctionnement des jurys d'examen qui sont fixés par des textes réglementaires (décrets et arrêtés).

Les diplômes nationaux sont signés et délivrés par les autorités administratives.
Les tribunaux administratifs contrôlent la légalité des délibérations des jurys d'examen et  en premier lieu le respect des règlements d'examen.
Le juge administratif contrôle le respect des modalités de contrôle de connaissance. Il vérifie que ces règles ont été régulièrement publiées et sont opposables aux étudiants. Le juge contrôle également les erreurs matérielles (cas des erreurs de retranscription de notes). Il ne peut pas remettre en cause l'appréciation académique faite par le jury (principe de souveraineté du jury).
Le juge administratif contrôle également l'impartialité du jury et l'absence de discrimination et le respect du principe d’égalité. Le juge sanctionne les incidents qui ont entrainé une rupture d’égalité entre candidats :  retard lors de la distribution d’un sujet, une panne d’électricité, sujets illisibles...